# Jan-Frans Eliaerts

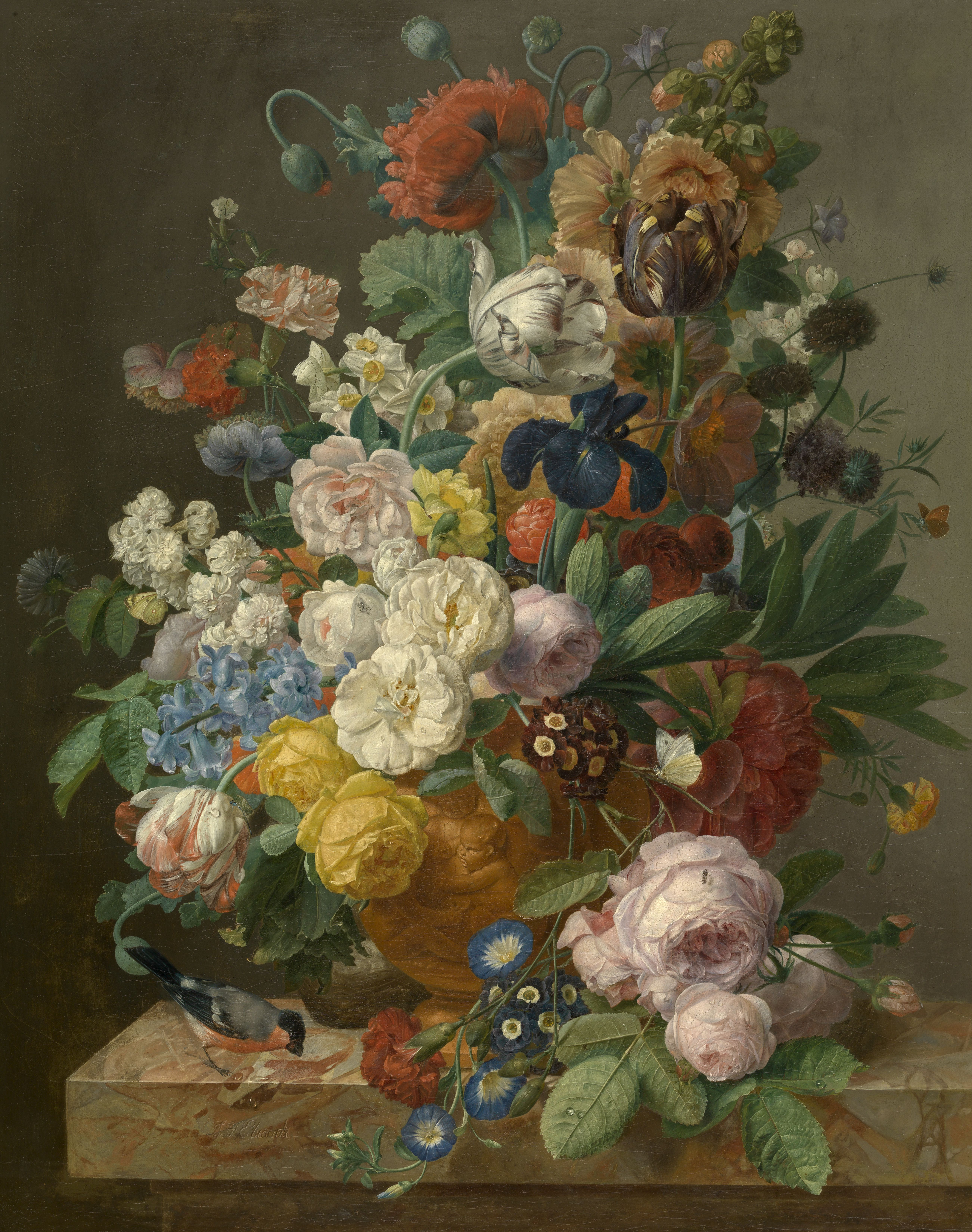
Bloemstilleven, Koninklijk Museum voor Schone Kunsten (Antwerpen)

Jan-Frans Eliaerts (Deurne, 1 januari 1761 – Antwerpen, 17 mei 1848) was een Belgisch kunstschilder.

## Levensloop en werk
Hij deed zijn studies aan de Koninklijke Academie voor Schone Kunsten in Antwerpen en daarna vestigde hij zich in Parijs. Hij werd er professor aan het Institut du Légion d’Honneur in de voorstad Saint-Denis. Hij nam er regelmatig deel aan de Parijse salons. Hij creëerde er ook kartons die dienden voor geweven voorstellingen in de Gobelin-manufactuur. In zijn oude dag was hij terug in Antwerpen komen wonen.
Zijn bloemenschilderijen sluiten aan bij de laat-barokke traditie in het bloemstuk zoals ontwikkeld door Jan van Huysum en Jan-Frans Van Dael. Samen met Pieter Faes en Joris-Frederik Ziesel is hij een van de belangrijkste vertegenwoordigers van dit soort schilderkunst in België op de drempel met de 19de eeuw.
Eliaerts schilderde ook enkele genrestukken, die steeds geplaatst zijn in een bloemenrijk decor.
Zijn schilderkunst werd diverse keren met medailles onderscheiden (Lille, 1822, zilver; Douai 1827 en 1831, telkens zilver).

## Tentoonstellingen
- 1822, Lille, Salon 1822 : “Bloemen, “Vruchten”
- 1822, Amsterdam, Tentoonstelling van Levende Meesters : “Bloemstuk” (2x)
- 1825, Lille, Salon 1825 : “Bloemen” (2x)
- 1827, Douai, Salon 1827 : “Bloemen”
- 1831, Douai, Salon 1831 : “Bloemen en vruchten”, “bloemen”
- 1833, Douai, Salon 1833 : “Bloemen”, “Vruchten”
- 1843, Boulogne sur Mer : “Bloemen en vruchten”

## Musea
- Antwerpen, KMSK
- Gent, MSK
- Lier, Museum Wuyts Vancampen en Baron Caroly